# Bašar al-Asad
Bašar al-Asad (11. rujna 1965.) bivši je predsjednik Sirije i tajnik sirijske frakcije Baasističke stranke. Svrgnut je s vlasti nakon 24 godine neprekidne vladavine kada su oporbeni pobunjenici zauzeli glavni grad Damask.

## Životopis

### Rani život
Asad je rođen u Damasku. Njegov otac Hafez al-Asad bio je predsjednik Sirije od 1971. do 2000. godine. Kao mladić nije se zanimao ni za politička ni za vojna pitanja. Osnovnu i srednju naobrazbu stekao je u školi al-Hurija u Damasku, gdje se nastava odvija na arapskom i francuskom jeziku. Godine 1982. maturirao je i upisao se na Medicinski fakultet Sveučilišta u Damasku. Nakon diplomiranja 1988. godine, zaposlio se kao vojni liječnik u najvećoj vojnoj bolnici Tišrin u okolici Damaska. Četiri godine poslije upisao je postdiplomski studij u bolnici „Western Eye Hospital” u Londonu. Godine 1994. unovačen je u vojsku. Upisao se na vojnu akademiju u Homsu, a u siječnju 1999. godine dobio je čin pukovnika. Već 1998. godine preuzeo je sirijski Libanonski slučaj.

### Predsjedništvo
U prosincu 2000. godine oženio je Asmu al-Asad (rođ. Akras). Godine 2000. na referendumu za predsjednika Asad nije imao suparnika te je dobio 97,2 % glasova. Godine 2007. na referendumu dobiva 97,6 % glasova. Njegovu vanjsku politiku obilježile su kritike prema Sjedinjenim Državama i Izraelu. Pod Asadom, gospodarstvo Sirije pomalo se liberaliziralo, no država i dalje ima veliki udio vlasništva u tvrtkama. Veća privatizacija dogodila se u naftnoj industriji.
Godine 2011. izbili su prosvjedi na kojima je dio prosvjednika zahtijevao reforme, no većina prosvjednika nije tražila njegovu ostavku. Većina prosvjednika odazvala se Asadovom pozivu da sudjeluju na parlamentarnim izborima u svibnju 2012. godine, dok je drugi dio, vođen Sirijskim nacionalnim vijećem pokrenulo oružanu borbu protiv njega koja je eskalirala u građanski rat. Sirijsko nacionalno vijeće (SNC), zajedno s najsnažnijom militantnom frakcijom, tzv. Slobodnom sirijskom vojskom i mnogim drugim srodnim militantnim organizacijama, dobili su široku političku, financijsku i vojnu potporu SAD-a, Ujedinjenog Kraljevstva, Turske, Francuske te Saudijske Arabije, Izraela, Katara, UAE-a i Kuvajta. Asad je dobio snažnu potporu Irana, Kine i Rusije i žestoku kritiku od članica NATO-a, poglavito zbog upotrebe kemijskog oružja, poput klora i sarina. Tijekom 2012. godine, osnovane su Nacionalne obrambene snage, koje je prema procjenama sačinjavalo oko 100 000 dobrovoljaca obaju spolova te koje su se borile na strani Asadovog režima.
Na izborima 2014. godine, uz prisustvo međunarodnih promatrača iz 32 zemlje, Bašar al-Asad osvojio je 88,7 % glasova, dok je stopa izlaznosti na izbore iznosila 73,42 %. Iako su međunarodni promatrači potvrdili ispravnost izbora, vrhovni zapovjednik NATO-a, SAD, kao i zemlje članice NATO-a smatrale su izbore "nevažećim" i "nedemokratskim" zahtijevajući odlazak trenutnog predsjednika i postavljanje marionetske vlade.

### Svrgnuće
Dana 8. prosinca 2024. godine, pobunjenici i pripadnici oporbenih stranaka u Siriji zauzeli su glavni grad Sirije, Damask, nekoliko sati nakon što je Asad napustio državu avionom. Ruski ambasador međunarodnim organizacijama Mihail Uljanov izjavio je da će Asadu i njegovoj obitelji biti pružen azil u Rusiji.